# Thomas Urban
Thomas Urban (født 20. juli 1954 i Leipzig) er en tysk journalist og forfatter af bøger om østeuropæisk historie.
Hans forælder stammer fra Breslau. Allerede i 1955 flygtede familien fra DDR, og Urban voksede op i Bergheim i nærheden af Köln, hvor han senere studerede romansk og slavisk filologi samt østeuropæisk historie på Universität zu Köln, i Tours, Kijev og på M.V. Lomonosov Moskva statsuniversitet.
Gennem en supplerende uddannelse i journalistik kom han ind i medieverdenen og var fra 1988 til 2012 østeuropakorrespondent for „Süddeutsche Zeitung“ i Warszawa, Moskva i Kyiv. Fra 2012 har Urban været avisens korrespondent i Spanien.

## Bøger
- Deutsche in Polen. Geschichte und Gegenwart einer Minderheit. München: C.H.Beck, 1993; ISBN 3-406-37402-6
- Polen. München: C.H.Beck, 1998; ISBN 3-406-39875-8
- Vladimir Nabokov – Blaue Abende in Berlin. Berlin: Propyläen, 1999; ISBN 3-549-05777-6
- Von Krakau bis Danzig. Eine Reise durch die deutsch-polnische Geschichte. München: C.H.Beck, 2000; ISBN 3-406-46766-0
- Russische Schriftsteller im Berlin der zwanziger Jahre; Berlin: Nicolai, 2003; ISBN 3-89479-097-0
- Der Verlust. Die Vertreibung der Deutschen und der Polen im 20. Jahrhundert; München: C.H.Beck, 2004; ISBN 3-406-52172-X (dansk udgave: Tabet - fordrivelsen af tyskere og polakker i det 20. århundrede. Oversat af Jens Ellekær. Slagelse: Ellekær, 2012; ISBN 978-87-92173-14-0)
- Polen; München: C.H.Beck, 2008 (Bogserie: Die Deutschen und ihre Nachbarn. Udgiver: Helmut Schmidt i Richard von Weizsäcker); ISBN 978-3-406-57852-6
- Schwarze Adler, Weiße Adler. Deutsche und polnische Fußballer im Räderwerk der Politik; Göttingen: Die Werkstatt, 2011; ISBN 978-3-89533-775-8
- Katyn 1940. Geschichte eines Verbrechens; München: C.H.Beck, 2015; ISBN 978-3-406-67366-5 (dansk udgave: Katyn 1940 — historien om en forbrydelse. Oversat af Jens Ellekær. Slagelse: Ellekær, 2017; ISBN 978-87-92173-31-7)
- Die Irrtümer des Kremls. Warum wir den Krieg im Osten Europas stoppen müssen; München: Süddeutsche Zeitung, 2015; ISBN 978-3-86497-300-0.
- Katyń. Zbrodnia i walka propagandowa wielkich mocarstw; Warszawa: Bellona, 2019; ISBN 978-83-11-15361-5
- med Matthias Drobinski: Johannes Paul II. Der Papst, der aus dem Osten kam. München: C.H.Beck, 2020; ISBN 978-3-406-74936-0
- Verstellter Blick. Die deutsche Ostpolitik. Edition.fotoTAPETA, Berlin 2022, ISBN 978-3-949262-16-6
- Lexikon für Putin-Versteher. Legenden Lügen LGBT. Edition.fotoTAPETA, Berlin 2023, ISBN 978-3-949262-34-0